# Grande Prêmio da Europa de 2002
Resultados do Grande Prêmio da Europa de Fórmula 1 (formalmente XLVI Allianz Grand Prix of Europe) realizado em Nürburgring em 23 de junho de 2002. Nona etapa da temporada, foi vencido pelo piloto brasileiro Rubens Barrichello, que subiu ao pódio junto a Michael Schumacher numa dobradinha da Ferrari, com Kimi Räikkönen em terceiro pela McLaren-Mercedes.

## Resumo
Corrida em que Michael Schumacher permaneceu todo o tempo andando muito próximo a Rubens Barrichello, porém, sem atacá-lo, permitindo que o brasileiro vencesse a prova e assim devolvendo o "favor" feito por Barrichello na Áustria.

## Corrida
| Pos.   | Nº | Piloto                | Construtor       | Voltas | Tempo/Diferença | Grid | Pontos |
| ------ | -- | --------------------- | ---------------- | ------ | --------------- | ---- | ------ |
| 1      | 2  | Rubens Barrichello    | Ferrari          | 60     | 1:35:07.426     | 4    | 10     |
| 2      | 1  | Michael Schumacher    | Ferrari          | 60     | + 0.294         | 3    | 6      |
| 3      | 4  | Kimi Räikkönen        | McLaren-Mercedes | 60     | + 46.435        | 6    | 4      |
| 4      | 5  | Ralf Schumacher       | Williams-BMW     | 60     | + 1:06.963      | 2    | 3      |
| 5      | 15 | Jenson Button         | Renault          | 60     | + 1:16.944      | 8    | 2      |
| 6      | 8  | Felipe Massa          | Sauber-Petronas  | 59     | + 1 volta       | 11   | 1      |
| 7      | 7  | Nick Heidfeld         | Sauber-Petronas  | 59     | + 1 volta       | 9    |        |
| 8      | 14 | Jarno Trulli          | Renault          | 59     | + 1 volta       | 7    |        |
| 9      | 12 | Olivier Panis         | BAR-Honda        | 59     | + 1 volta       | 12   |        |
| 10     | 17 | Pedro de La Rosa      | Jaguar-Cosworth  | 59     | + 1 volta       | 16   |        |
| 11     | 21 | Enrique Bernoldi      | Arrows-Cosworth  | 59     | + 1 volta       | 21   |        |
| 12     | 11 | Jacques Villeneuve    | BAR-Honda        | 59     | + 1 volta       | 19   |        |
| 13     | 20 | Heinz-Harald Frentzen | Arrows-Cosworth  | 59     | + 1 volta       | 15   |        |
| 14     | 25 | Allan McNish          | Toyota           | 59     | + 1 volta       | 13   |        |
| 15     | 23 | Mark Webber           | Minardi-Asiatech | 58     | + 2 voltas      | 20   |        |
| 16     | 10 | Takuma Sato           | Jordan-Honda     | 58     | + 2 voltas      | 14   |        |
| Ret    | 24 | Mika Salo             | Toyota           | 51     | Câmbio          | 10   |        |
| Ret    | 22 | Alex Yoong            | Minardi-Asiatech | 48     | Pane hidráulica | 22   |        |
| Ret    | 16 | Eddie Irvine          | Jaguar-Cosworth  | 41     | Pane hidráulica | 17   |        |
| Ret    | 6  | Juan Pablo Montoya    | Williams-BMW     | 27     | Acidente        | 1    |        |
| Ret    | 3  | David Coulthard       | McLaren-Mercedes | 27     | Acidente        | 5    |        |
| Ret    | 9  | Giancarlo Fisichella  | Jordan-Honda     | 26     | Colisão         | 18   |        |
| Fonte: |    |                       |                  |        |                 |      |        |

## Tabela do campeonato após a corrida
| Pos.   | Piloto             | Pontos |
| ------ | ------------------ | ------ |
| 1      | Michael Schumacher | 76     |
| 2      | Ralf Schumacher    | 30     |
| 3      | Juan Pablo Montoya | 27     |
| 4      | Rubens Barrichello | 26     |
| 5      | David Coulthard    | 26     |
| Fonte: |                    |        |

| Pos.   | Construtor       | Pontos |
| ------ | ---------------- | ------ |
| 1      | Ferrari          | 102    |
| 2      | Williams-BMW     | 57     |
| 3      | McLaren-Mercedes | 37     |
| 4      | Renault          | 14     |
| 5      | Sauber-Petronas  | 9      |
| Fonte: |                  |        |

- Nota: Somente as primeiras cinco posições estão listadas.